# Хихифо (Уоллис и Футуна)
Хихифо (уолл. Hihifo — «запад») — один из пяти районов Уоллиса и Футуны, расположенный на острове Уоллис в Тихом океане. Это — часть королевства Увеа.

## География
Хихифо находится на севере острова Уоллис и граничит с районом Хахаке. Административным центром Хихифо является деревня Ваитупу.
Район распространяется на 5 деревень.
| Деревня | Население |
| ------- | --------- |
| Алеле   | 524       |
| Ваитупу | 406       |
| Мала'э  | 504       |
| Ваилала | 341       |
| Туфуоне | 167       |